# Офсетная бумага
Офсе́тная бума́га — клееный среднезольный вид бумаги, предназначенный для печати иллюстрационно-текстовых изданий или изобразительной продукции офсетным способом.

## Технические характеристики и использование
Производство бумаги офсетной в России осуществляется в соответствии с ГОСТ-9094-89. «Бумага для печати офсетная. Технические условия». Бумага выпускается в рулонах или листах и подразделяется на следующие номера и марки:
- № 1 — изготавливается из белёной целлюлозы — используется для изготовления многоцветных изданий длительного срока службы, содержащих полутоновые иллюстрации;
- № 2 — изготавливается из белёной целлюлозы и древесной массы;
  - Марка А — используется для изготовления одно- и многоцветных изданий среднего срока службы, содержащих простые полутоновые иллюстрации (до 50 % полос);
  - Марка Б — используется для изготовления одно- и многоцветных изданий малого срока службы, содержащих простые полутоновые иллюстрации с несложным цветоделением и пониженной яркости (до 15 % полос).

Некоторые технические характеристики:
| Показатель                                                                           | Значение показателя (по ГОСТ)       | Значение показателя (по ГОСТ)       | Значение показателя (по ГОСТ) | Значение показателя (по ГОСТ) |
| Показатель                                                                           | №1                                  | №1                                  | №2                            | №2                            |
| Показатель                                                                           | высший сорт                         | первый сорт                         | марка А                       | марка Б                       |
| ------------------------------------------------------------------------------------ | ----------------------------------- | ----------------------------------- | ----------------------------- | ----------------------------- |
| Масса 1 м², г                                                                        | 65, 70, 80, 100, 120, 160, 220, 240 | 65, 70, 80, 100, 120, 160, 220, 240 | 60, 70, 75, 100               | 60, 70, 75, 100               |
| Плотность бумаги машинной гладкости, кг/м³ - до 160 г/м² - 160 г/м² - свыше 160 г/м² | 750—850 800—900 850—950             | 750—850 800—900 850—950             | 700—800 —                     | 650—750 —                     |
| Плотность бумаги каландрированной, кг/м³                                             | 850—950                             | 850—950                             | 800—900                       | 700—800                       |
| Белизна c оптическим отбеливателем, %                                                | 85,0—88,0                           | 83,0—86,0                           | —                             | —                             |
| Белизна без оптического отбеливателя, %                                              | —                                   | 78,0—82,0                           | 74,0—77,0                     | 65,0—69,0                     |

## Производство
Производители офсетной бумаги в России:
- ООО "КАМА" г. Краснокамск;
- НПАО "Светогорский ЦБК";
- ОАО «Архангельский целлюлозно-бумажный комбинат»;
- Филиал ОАО «Группа Илим» в г. Коряжма;
- «Краснокамская бумажная фабрика», филиал ФГУП «Гознак»;
- АО «Сыктывкарский ЛПК»;
- «Санкт-Петербургская бумажная фабрика», филиал ФГУП «Гознак»